# Jowett Javelin
El Jowett Javelin fue un automóvil ejecutivo británico producido entre 1947 y 1953 por Jowett Cars Ltd de Idle, cerca de Bradford, en Inglaterra. El modelo pasó por cinco variantes codificadas de PA a PE, cada una de ellas con una opción estándar y otra "de lujo". El automóvil fue diseñado por Gerald Palmer durante la Segunda Guerra Mundial y estaba destinado a ser un gran avance con respecto a los diseños relativamente impersonales de los Jowett de antes de la guerra. Se produjeron poco más de 23.000 unidades.

## Totalmente de acero
El nuevo Javelin, que aún no estaba en plena producción, hizo su primera aparición pública el sábado 27 de julio de 1946 en una cabalgata para celebrar los 60 años de la industria automovilística británica, organizada por la Sociedad de Fabricantes y Comerciantes del Motor (SMMT). Comenzada por el Rey en Regent's Park, la cabalgata pasó por Marble Arch alrededor del West End de Londres y Piccadilly Circus y regresó a Regent's Park. La producción de la serie no estuvo completamente en marcha hasta noviembre de 1947.
En un informe de prueba de carretera de 1949, el corresponsal de The Times acogió con satisfacción el buen rendimiento y el diseño original del Javelin. El motor montado delante del eje delantero aceleraba enérgicamente (a casi 80 millas por hora (129 km/h)) una carrocería que podía transportar a seis personas. El tamaño moderado del motor, el peso ligero del coche y la buena aerodinámica contribuían a su excelente rendimiento. Todos los controles eran fáciles de operar y era un automóvil tranquilo de conducir.

## Tren motriz

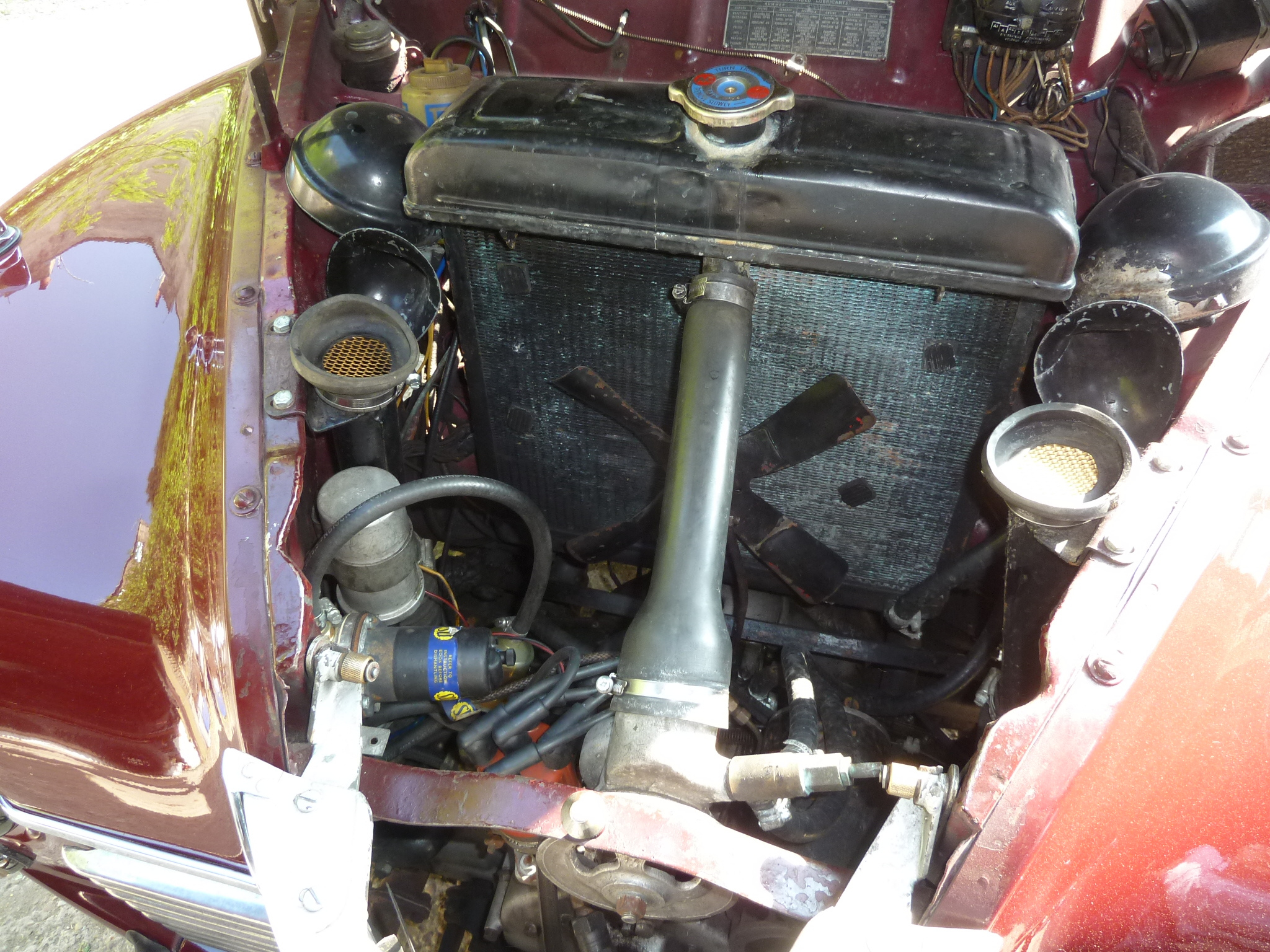
El motor de cutro cilindros opuestos horizontalmente dos a dos está situado muy bajo, inmediatamente detrás de la parrilla y frente al radiador

El motor de válvulas en cabeza bóser de 1486 cc con una relación de compresión de 7,2:1 estaba refrigerado por agua y tenía un bloque de aluminio y camisas de los cilindros húmedas. Desarrollaba 50 HP (50,7 CV) a 4100 rpm (52,5 cv en el caso del PE) dotando al coche de una velocidad máxima de 77 mph (123,9 km/h) y un tiempo 0-50 mph (80,5 km/h) de 13,4 segundos. Se instalaron dos carburadores Zenith y las versiones PA y PB tenían taqués hidráulicos. El radiador estaba detrás del motor. Se utilizó una caja de cambios de cuatro velocidades con cambio en la columna de dirección. Los primeros automóviles tenían cajas de cambios fabricadas por la empresa Henry Meadows, pero más adelante Jowett fabricó las cajas de cambios, aunque la decisión de fabricarlas internamente resultó ser un error costoso. A pesar de que Jowett tenía algo de experiencia en la fabricación de transmisiones, el proyecto resultó desastrosamente mal, lo que provocó que durante un tiempo se apilaran las carrocerías sin tren motriz en la línea de ensamblaje debido a problemas en la producción de las cajas de cambios.

## Características de diseño
Las características de diseño incluían un estilo aerodinámico, con los faros encajados en las alas de los guardabarros delanteros y un parabrisas curvo con una pendiente pronunciada. La carrocería era de acero prensado, incorporando un chasis de sección en caja, y fue fabricada para Jowett por Briggs Motor Bodies en su fábrica de Doncaster. La suspensión utilizaba barras de torsión en todas las ruedas (independientes en la parte delantera) y dirección interna de engranajes y piñones. Los modelos PA y PB tenían frenos hidráulicos Girling mixtos en la parte delantera y frenos mecánicos en la parte trasera. Las versiones posteriores eran completamente hidráulicas.

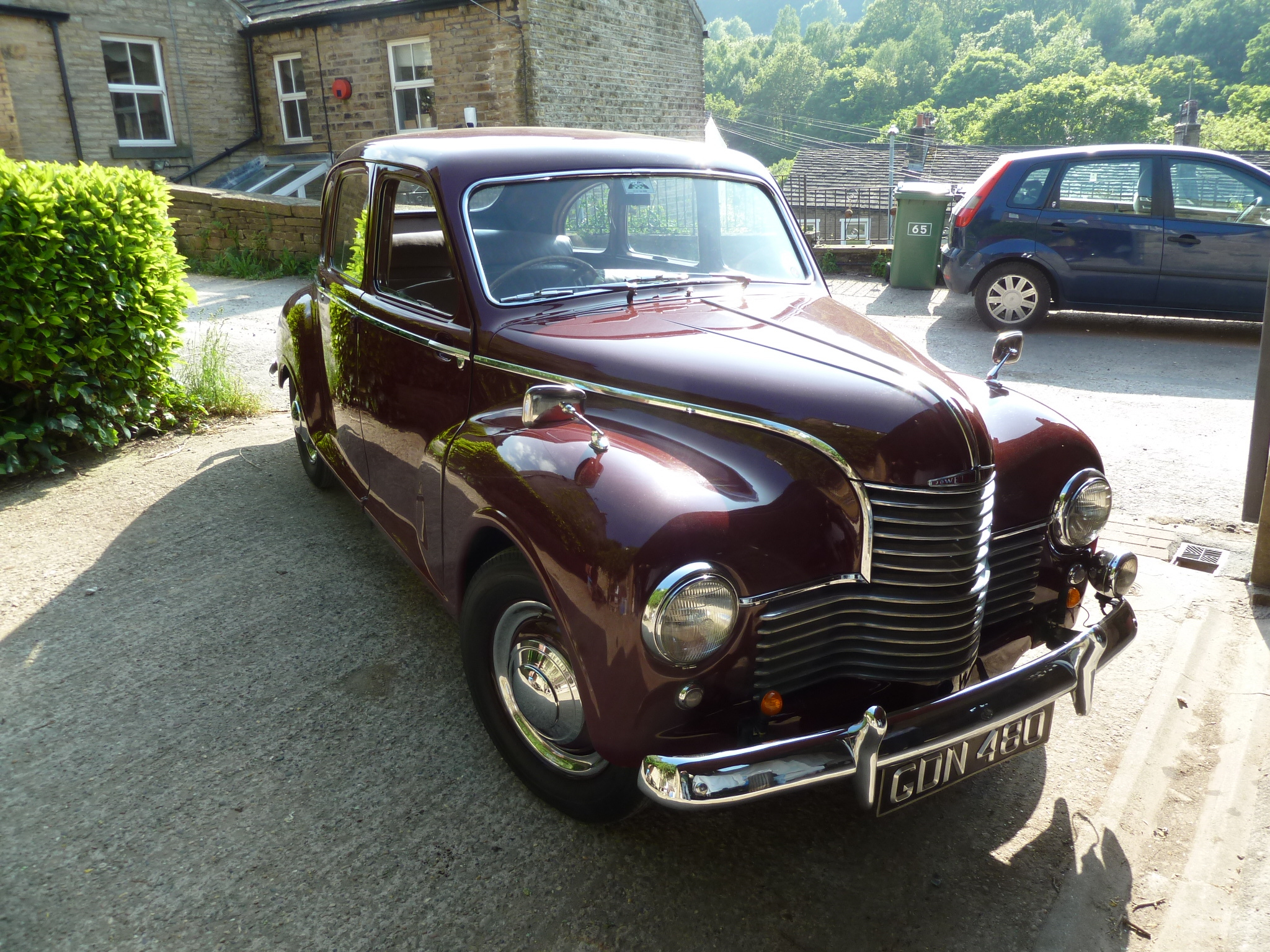
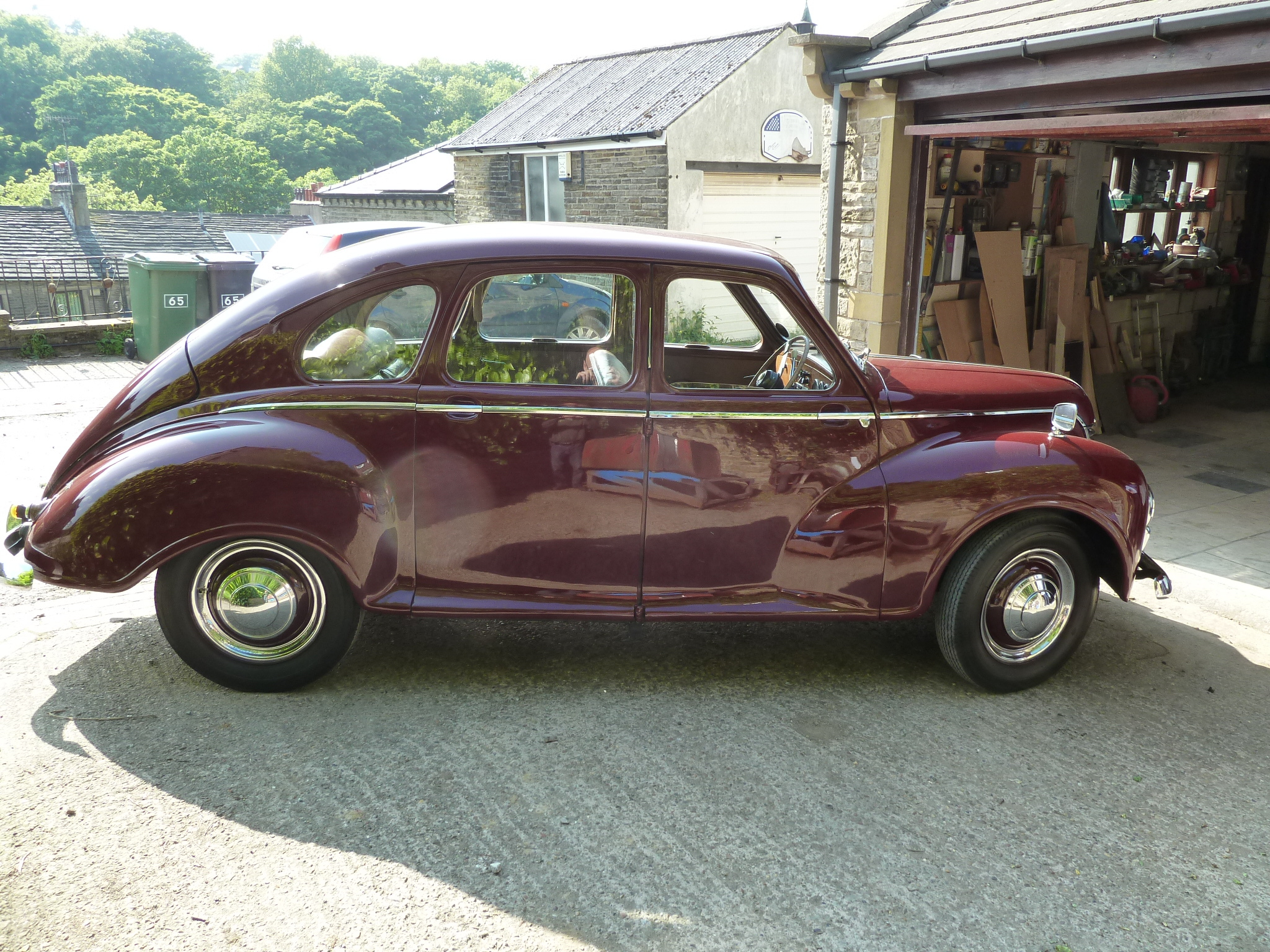
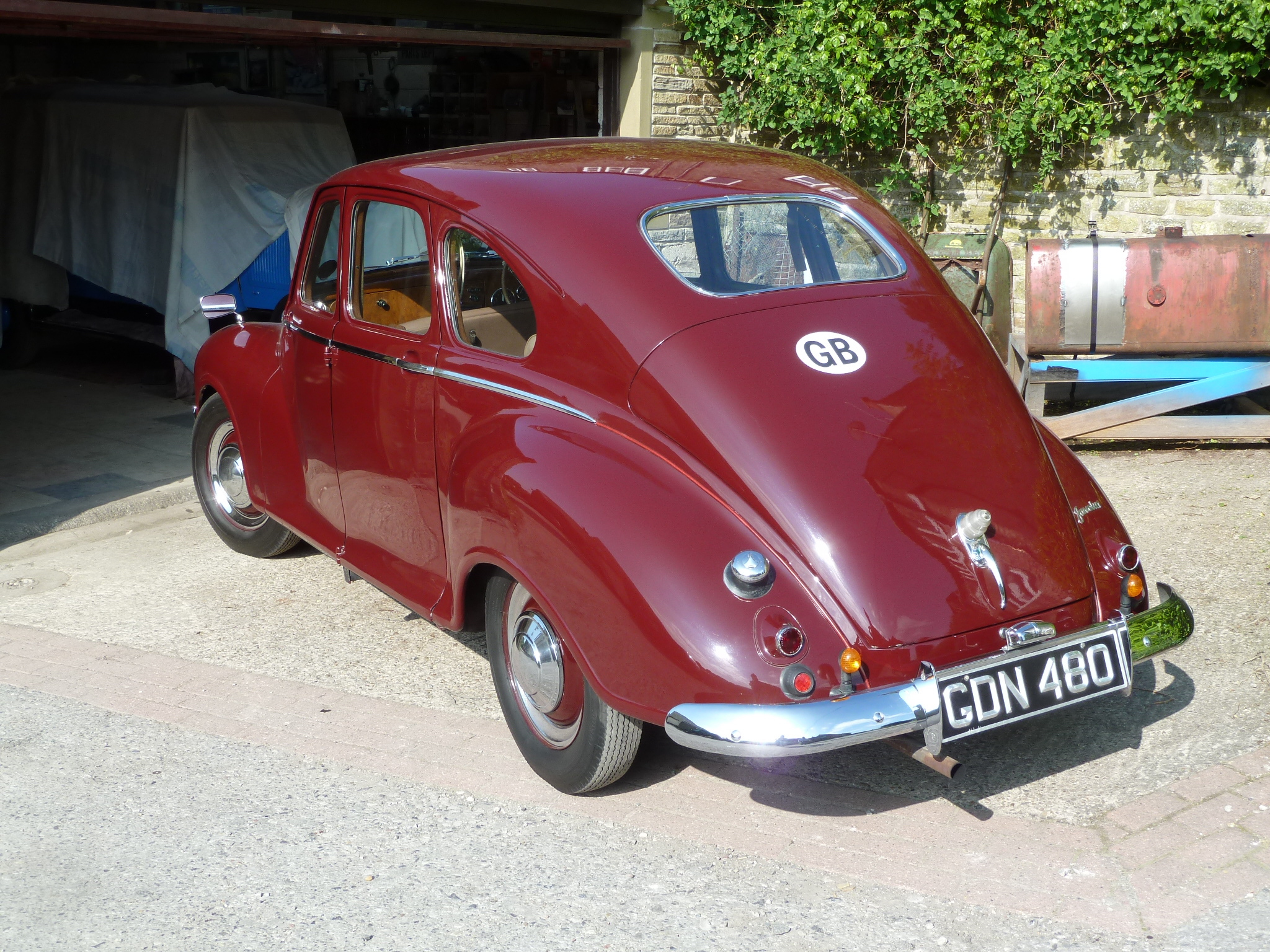
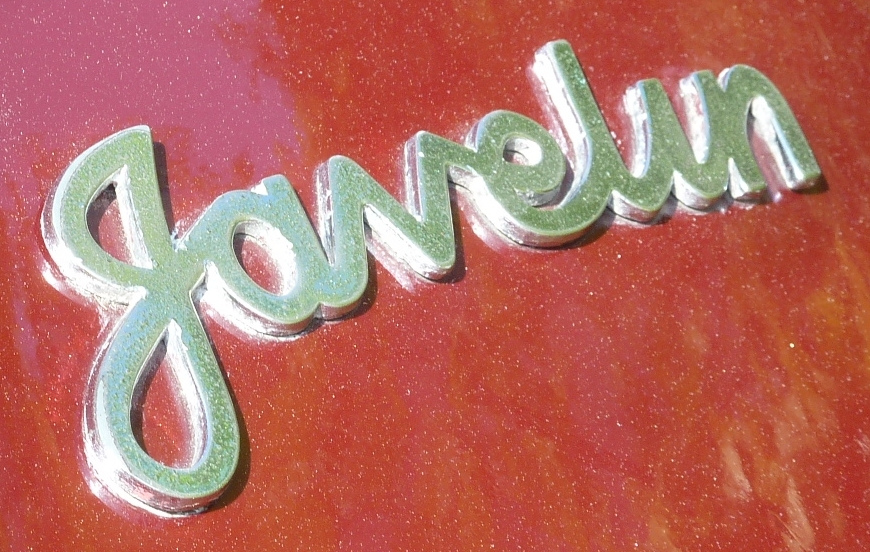
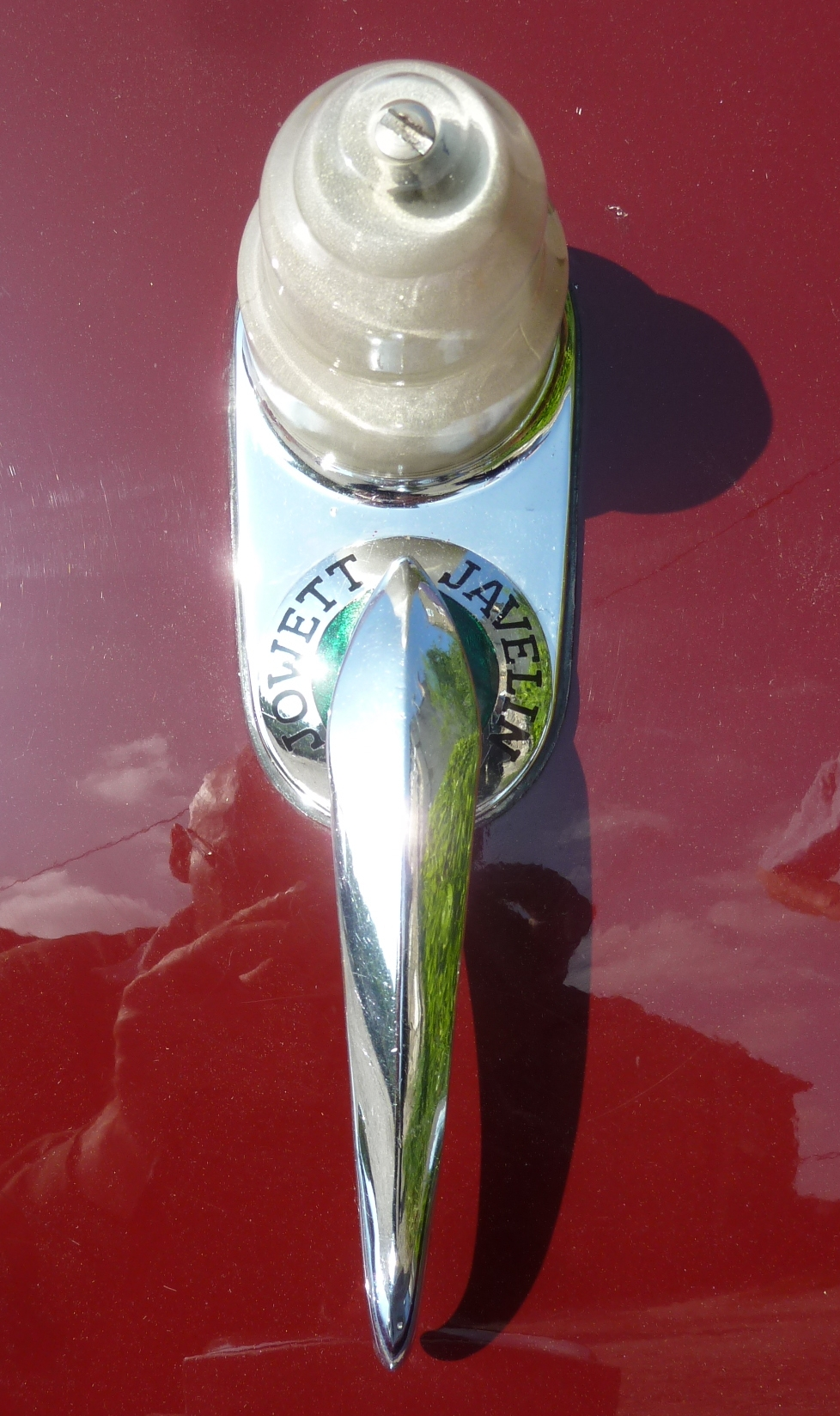

## Dimensiones
El automóvil tenía una distancia entre ejes de 102 pulgadas (2591 mm) y una vía de 51 pulgadas (1295 mm). En general, el automóvil tenía 14 pies (4,27 m) de largo, 5 pies (1,52 m) de ancho y pesaba alrededor de una tonelada (tonelada imperial = 2240 libras (1016 kg)) según el modelo y el año. El automóvil era caro, y costaba 819 libras cuando se lanzó. El Jowett competía contra automóviles como el Jaguar de 1½ litros (953 £), Lanchester LD10 (927 £), Riley RM de 1½ litro (863 £) y el Singer Super 12 (768 £).

## Rendimiento

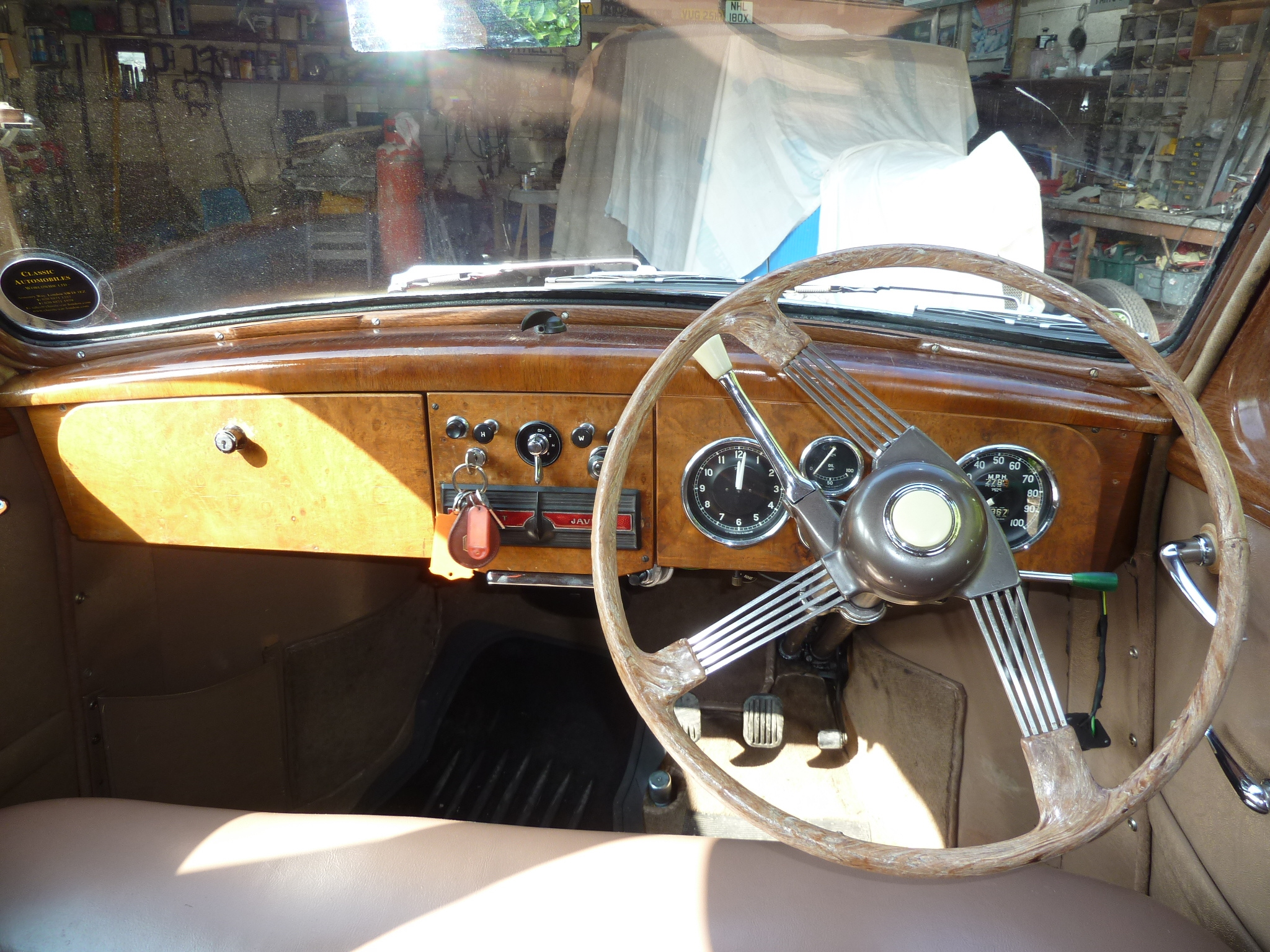
Tablero de instrumentos

Una versión sedán de lujo probada por la revista The Motor en 1953 tenía una velocidad máxima de 82,4 mph (133 km/h) y podía acelerar de 0-60 mph (97 km/h) en 20,9 segundos. Se registró un consumo de combustible de 29,1 millas por galón imp (9,7 L/100 km). El coche de prueba costó 1207 libras impuestos incluidos.

## Logros deportivos
Una de las primeras unidades ganó en su clase en el Rally de Montecarlo de 1949 y otro ganó en la clase de turismos de 2 litros en la carrera de las 24 Horas de Spa en el mismo año. En el International RAC Rally de 1952, un Javelin volvió a ganar su clase y también se llevó el premio al "Mejor automóvil cerrado", y en 1953 el Tulpenrallye fue ganado por un Javelin inscrito de forma privada.

## En la cultura popular
- Aparece un Javelin en el número cómico Cómo irritar a la gente "Vendedor de autos".[11]
- En la película El secreto de Vera Drake, el coche de Vera es un Javelin.
- En el episodio 104, "Fallen Angel", de la serie de televisión Ballykissangel, el padre Clifford hereda un Jowett Javelin.[12] El automóvil se usó durante el resto de la Serie Uno y toda la Serie Dos, hasta que se cayó por un precipicio en el episodio 301.[13] El automóvil todavía se conserva en Co Westmeath, tras ser rescatado del fondo del acantilado.
- La canción "Jowett Javelin" aparece en el álbum "Snaps" de Harvey Andrews, en la que se describe un viaje en automóvil.
- Un Jowett Javelin se usa en el video musical de los Simple Minds titulado "See the Lights" del álbum Real Life.[14]